# Народно читалище „Македония – 2005“
Народно читалище „Македония – 2005“ е читалище в град Варна, България. Читалището е разположено в Македонския дом, на улица „Солун“ № 2 и е регистрирано под № 3133 в Министерство на културата на България.

## История
Читалището е основано в 2005 година и е правоприемник на Македонското културно-просветно дружество „Гоце Делчев“. Библиотеката му има около 2000 тома. Читалището има смесен хор „Влади Анастасов“, група за стари градски песни „Одесос“, фолклорен танцов състав за деца и юноши и фолклорна инструментална група – гайда и кавал с ръководителл Димо Железов Димов.